# Pauvres Créatures (roman)
 (octobre 2023).
Si vous disposez d'ouvrages ou d'articles de référence ou si vous connaissez des sites web de qualité traitant du thème abordé ici, merci de compléter l'article en donnant les références utiles à sa vérifiabilité et en les liant à la section « Notes et références ».
Pauvres Créatures (Poor Things) est un roman de l'écrivain écossais Alasdair Gray, publié en 1992. Il a remporté le prix Whitbread et le Guardian Fiction Prize la même année.

## Synopsis
Pauvres Créatures suit la vie de Bella Baxter, une femme ramenée à la vie par le biais de la chirurgie mais dans laquelle on a implanté le cerveau d'un nourrisson, dans le Glasgow du XIXème siècle.

## Réception
Le roman a été qualifié de « livre magnifiquement vif, drôle, sale et intelligent » par la London Review of Books, et il s'écarte du sujet habituel de Gray, le réalisme et la fantaisie de Glasgow. Cependant, son récit victorien reprend les préoccupations antérieures de Gray concernant les inégalités sociales, les relations, la mémoire et l'identité.

## Adaptation au cinéma
Il fut adapté au cinéma en 2023 sous le même titre par Yórgos Lánthimos, avec Emma Stone, Willem Dafoe, Mark Ruffalo et Ramy Youssef dans les rôles principaux, ce qui valut à l'actrice d'être récompensée de l'Oscar de la meilleure actrice en 2024.